# 9235 Shimanamikaido
9235 Shimanamikaido しまなみ海道 è un asteroide della fascia principale. Scoperto nel 1997, presenta un'orbita caratterizzata da un semiasse maggiore pari a 2,4443139 UA e da un'eccentricità di 0,1589243, inclinata di 4,35922° rispetto all'eclittica.